# Seznam argentinskih pisateljev
Seznam argentinskih pisateljev.

## A
- César Aira
- Norma Aleandro
- Roberto Arlt

## B
- Leónidas Barletta
- Jorge Luis Borges
- Jorge Bucay

## C
- Miguel Cané
- Adolfo Bioy Casares
- Julio Cortázar

## E
- Esteban Echeverría
- Adolfo Pérez Esquivel

## F
- Alejandro Finzi
- Rodolfo Enrique Fogwill

## G
- José Gabriel
- Griselda Gambaro
- Ricardo Güiraldes

## K
- Vlady Kociancich (1941-2022) (po očetu slov. rodu)

## L
- Enrique Larreta
- Alejandra Laurencich (1963) (po očetu slov. rodu)

## M
- Alberto Manguel
- Tomás Eloy Martínez
- Eduardo Mallea
- Bartolomé Mitre

## N
- Luis Felipe Noé

## O
- Victoria Ocampo
- Carlos María Ocantos

## P
- Abel Posse
- Juan Octavio Prenz
- Manuel Puig

## S
- Ernesto Sabato (1911–2011)
- Eduardo Sacheri

## U
- Manuel Ugarte

## W
- Rodolfo Jorge Walsh (1927–1977)